# Stalag XVIII A

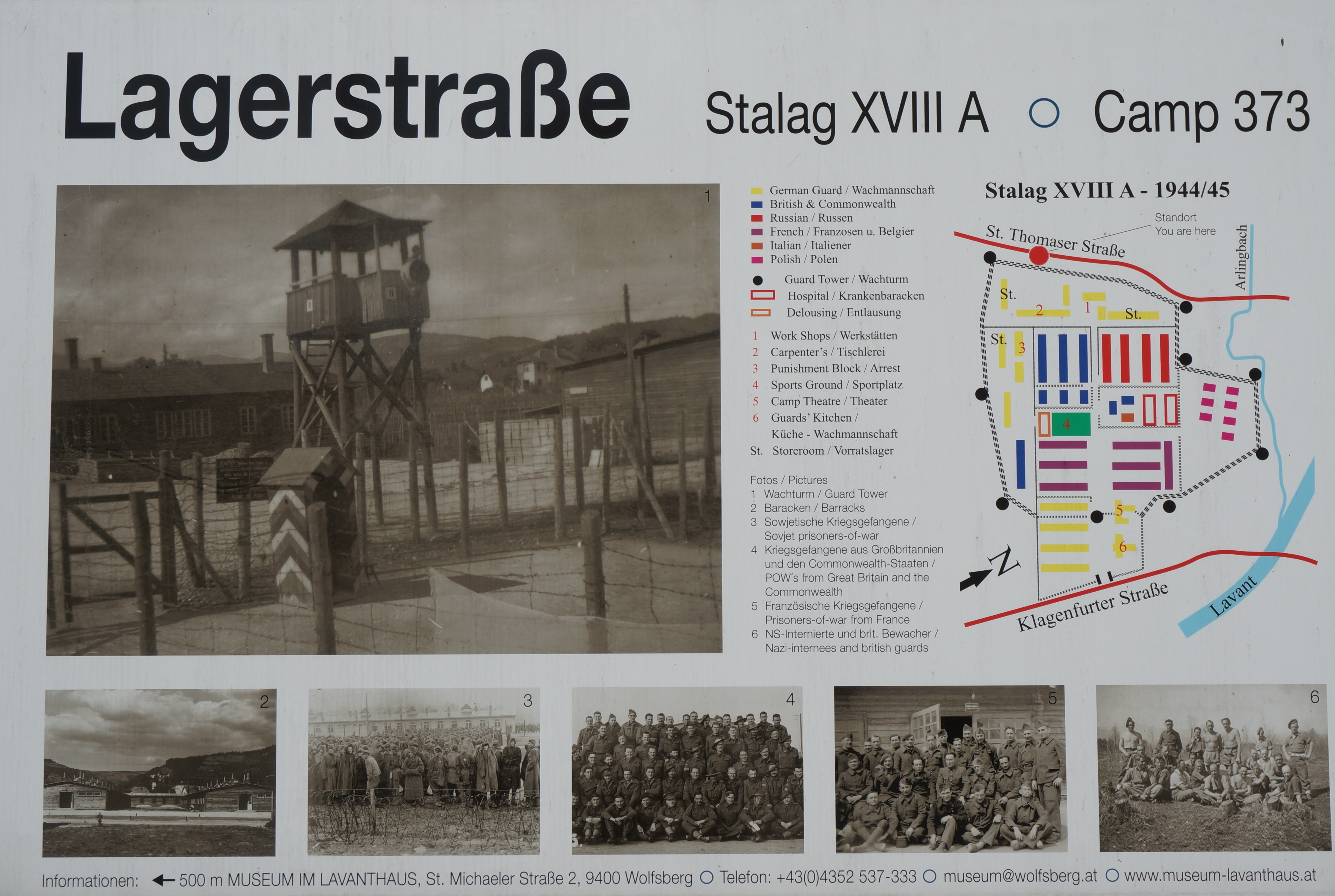
Plan des Lagers Stalag XVIII A

Das Stalag XVIII A (von 1939 bis 1941 zunächst Oflag XVIII B) war  im Zweiten Weltkrieg ein Kriegsgefangenenlager der deutschen Wehrmacht im Wehrkreis XVIII (Salzburg) südlich von Wolfsberg (Kärnten). Im Stammlager in Wolfsberg waren bis zu 8000 Kriegsgefangene interniert; zusammen mit Nebenlagern in Kärnten, der Steiermark und Salzburg waren es bis zu 40.000 Gefangene.
1939 wurden zunächst polnische Offiziere interniert (Überfall auf Polen), ab Mai/Juni 1940 belgische und französische Soldaten (Westfeldzug), im weiteren Verlauf des Krieges Engländer, Australier, Neuseeländer (z. B. gefangen im Balkanfeldzug), Russen, Serben, US-Amerikaner und Italiener. Nach der Niederschlagung des Warschauer Aufstandes (Sommer 1944) wurden polnische Widerstandskämpfer im Lager inhaftiert.
Der größte Teil der Gefangenen musste in der Landwirtschaft als Knechte oder Erntehelfer arbeiten; daneben gab es Arbeitskommandos im Wegebau und in Industriebetrieben, im Bergbau oder etwa beim Bau der beiden Draukraftwerke Schwabegg und Lavamünd. Nach dem Ende des Krieges konnten die Gefangenen in ihre Heimatländer zurückkehren; einzelne ließen sich in der Region Lavanttal nieder.
Die britische Besatzungsmacht nutzte die Infrastruktur des Lagers für die Errichtung des „Camp 373“, in dem bis zu 7.000 führende Funktionäre der NSDAP der Steiermark und Kärntens inhaftiert wurden. Die Gefangenen wurden unter dem Verdacht auf Kriegsverbrechen oder als hochrangige Angehörige von Wehrmacht, SS und Gestapo verhört und später Gerichten der Tatländer überstellt.
An das ehemalige Lager Stalag XVIII A erinnert heute der sogenannte „Russenfriedhof“ in Ortsteil St. Johann und die „Lagerstraße“ im Ort. Die letzte Baracke des Lagers wurde im Jahr 1999 niedergerissen.